# Max Friedlaender (Jurist, 1853)
Max Friedlaender (Pseudonyme: Frido, Khedive, Max) (* 29. Mai 1853 in Ratibor, Provinz Schlesien; † 6. September 1915 in Berlin) war ein deutscher Jurist und Schriftsteller.

## Leben
Als Sohn eines jüdischen Buchhalters geboren, studierte Friedlaender nach dem Besuch des Gymnasiums in Ratibor Rechtswissenschaften in Breslau und Berlin. Während seines Studiums wurde er 1871 Mitglied der Breslauer Burschenschaft Raczeks. Nach seinem Studium arbeitete er als Richter in Berlin. Er war schriftstellerisch tätig und trat nach seiner Pensionierung 1909 in die Redaktion des Kladderadatsch ein. Er war befreundet mit Paul Lindau, Rudolf Löwenstein, Hermann Sudermann, Paul Warncke und Eugen Zabel. Friedlaender war auch Mitarbeiter der Zeitschrift Jugend.
Er wurde auf dem Jüdischen Friedhof Berlin-Weißensee beerdigt.

## Veröffentlichungen (Auswahl)
- Das Lied vom Kanapee. In: Vierteljahrsschrift für Musikwissenschaft. Leipzig 1894. (Digitalisat)
- Johannismontag als Erzieher Delilas beim Schützenfest in der 'Eiche'. Hofmann, Berlin 1901.
- Unsere Zeitgenossen. Portrait-Karikaturen aus dem Kladderadatsch. Zeichnungen von Max Brandt, Text von Max Friedlaender. 3 Teile. Hofmann, Berlin 1903–1905.
- Am Pranger. England-Album des Kladderadatsch von der Zeit des Burenkrieges bis zur Gegenwart. Hofmann, Berlin 1915.